# Afrotetra botswanská
Afrotetra botswanská (Hydrocynus vittatus, starší český název binga pruhovaná již není platný), je druh sladkovodní dravé ryby z čeledi afrotetrovití (Alestiidae), který se vyskytuje ve větších řekách a jezerech v celé subsaharské Afriky. Tento druh je obecně rybožravý, byly však zaznamenány případy, kdy vyskakuje z vody a loví letící vlaštovky obecné (Hirundo rustica).

## Popis
Afrotetra botswanské je stříbrně zbarvená ryba s tenkými černými podélnými pruhy. Má protáhlé tělo a červenou rozeklanou ocasní ploutev s černým okrajem. Každá čelist obsahuje osm ostrých zubů. Samci jsou větší než samice, největší zaznamenaná délka je 105 centimetrů (samice 74 centimetry). Dožívají se nejméně osmi let.

## Rozšíření
Vyskytuje se na velkém území Afriky. Konkrétně v povodí řek Niger/Benue, Ouémé, Senegal, Nil, Omo, Kongo, Lufira, Lualaba, Luapula, Zambezi, Limpopo, Ruvuma, Shire, Wami a v jezerech Bangweulu, Tanganika, Rukwa, Moéro, Upemba a Malagarazi. Nalezena byla také v povodí řeky Okavango či Pongola a v přehradních nádržích Kariba a Schroda.